# Samurai Shodown II
Samurai Shodown II (真 SAMURAI SPIRITS 覇王丸地獄変?, Shin Samurai Supirittsu Haōmaru Jigokuhen, letteralmente "Le vere quintessenze Samurai - L'effige infernale d'Haohmaru) è un videogioco arcade sviluppato e pubblicato nel 1994 da SNK. Secondo titolo della serie di picchiaduro a incontri Samurai Shodown, è stato convertito per varie piattaforme e distribuito tramite Virtual Console e Xbox Live Arcade.

## Modalità di gioco
Euforici per il successo riscontrato per Samurai Showdon da parte dei videogiocatori, i membri dello staff SNK decisero di lanciare un sequel, espandendo il cast di personaggi selezionabili e modificando numerosi aspetti della giocabilità.
Nuove azioni, nuovi attacchi, taunts segrete (offese scherzose e non) e la possibilità di sferrare un colpo sanguinolento e definitivo all'avversario una volta prosciugatagli tutta l'energia (se si ha anche a disposizione la barra POW al massimo della sua capienza) hanno reso questo gioco più cruento e più avvincente del predecessore.

## Personaggi

### Già presenti inSamurai Shodown
- Haohmaru: originario del Giappone, armato con una katana, ispirato a Miyamoto Musashi. È il protagonista assoluto della serie
- Nakoruru: originaria di Hokkaidō, armata con un kodachi. È una miko di etnia ainu amante della natura, spesso aiutata dai suoi compagni animali, soprattutto da un falco. C'è chi la ritiene un omaggio a Sailor Moon
- Ukyo Tachibana: originario dell'antico distretto di Koga, armato con una spada shikomizue, ispirato a Sasaki Kojirō. È un esperto di Iaijutsu. Ha un contegno molto schivo; è affetto da tubercolosi (lo si vede spesso tossire)
- Wan-Fu: cinese legato alla dinastia Qing, armato stavolta con un pilastro di roccia, ispirato a Da Dao Wang Wu e Wu Wang. È un grasso generale dell'esercito imperiale cinese
- Charlotte Christine de Colde: originaria della Francia, armata con un fioretto, ispirata a Lady Oscar. È una nobile che ha preso parte alla rivoluzione francese
- Galford D. Weller: originario di San Francisco, armato con un ninjatō. È un marinaio che in una sua avventura in Giappone ha appreso le tecniche ninjitsu; è aiutato dal fedele cane Poppy
- Kyoshiro Senryo: originario del Giappone, armato con una Naginata e ventagli, ispirato a Nemuri Kyoshiro. È un attore kabuki
- Earthquake: originario del Texas, armato con un kusarigama. È un grasso e grosso interprete dell'arte ninjitsu, ex compagno di Galford, ma, a differenza di quest'ultimo, Earthquake si è dato alla malavita e al furto
- Hattori Hanzo: originario del Giappone, armato con un ninjatō, ispirato all'omonimo Hattori Hanzō. È il più temuto ninja del Giappone e grande amico di Yagyu Jubei
- Jubey Yagyu: originario del Giappone, armato con due katana, ispirato all'omonimo Yagyū Jūbey Mitsuyoshi. Privo di un occhio, è un abile samurai che ha deciso di diventare un rōnin
- Genan Shiranui: originario del Giappone, armato con un artiglio, ispirato a diversi personaggi di Ninja Scroll. È un membro del misterioso clan Shiranui, assetato di sangue

### Nuovi
- Genjuro Kibagami: indiscusso rivale di Haohmaru, stoico ma aggressivo; anch'egli è armato con una katana
- Cham Cham: ragazza selvaggia appartenente alla civiltà Maya, sorellina di Tam Tam (non presente in questo gioco), dalla somiglianza evidente con Felicia di Darkstalkers, essendo anche lei una sorta di donna-gatto; è armata con un boomerang
- Neinhalt Sieger: cavaliere proveniente dalla Prussia, combatte con un gigantesco guanto al cui interno è insediato un enorme mitragliatore
- Nicotine Caffeine: anziano monaco lillipuziano, maestro di Haohmaru e del suo rivale Genjuro

### Boss
- Mizuki Rashoujin: boss finale del gioco, è il primo boss di sesso femminile a comparire nella serie, ma unica a poter usufruire dell'ausilio di una belva in battaglia
- Kuroko: può qui apparire come boss segreto. Kuroko utilizza mosse estrapolate in parte da vari personaggi del gioco, in parte da altri personaggi della SNK al di fuori dell'universo shōgunale di Samurai Shodown. Ryo Sakazaki è il personaggio da cui è più evidente notare l'assunzione degli attacchi, difatti la Super di Kuroko è una parodia ironica della Ryuko Ranbu

## Colonna sonora
I temi musicali sono firmati da Yasuo Yamate e Masahiko Hataya.

## Voci
- Toshimitsu Arai: Hanzo
- Reiko Chiba: Cham Cham
- Harumi Ikoma: Mizuki, Nakororu
- Kazuhiro Inage: Galford
- Kiyoshi Kobayashi: Jubei
- Kong Kuwata: Genjuro, Neinhalt Sieger
- Monster Maetsuka: Kyoshiro, Nicotine
- Toshikazu Nishimura: Kuroko, Wan-Fu
- Masaki Usui: Earthquake, Haohmaru
- Eiji Yan: Genan, Ukyo